# Archeologische site en Antiquarium in Canne della Battaglia
De archeologische site en bijhorend antiquarium (1958) in de voormalige stad Canne is gelegen in de stad Barletta, regio Apulië in Italië. De toevoeging in de naam Battaglia duidt op de Slag bij Cannae (216 v.Chr) tussen het Romeinse leger en het Carthaagse leger onder leiding van Hannibal. Panelen in het museum leggen het verloop van de veldslag uit en de plaats is buiten aangegeven met een betonnen zuiltje.
De stad Canne werd in 1276 verwoest.
Aldo Moro, minister van Onderwijs, opende het antiquarium in 1958.

## Objecten
In de site werden voorwerpen van verschillende aard boven gehaald en afkomstig van het neolithicum tot de middeleeuwen. Wat niet in buitenlandse musea uitgestald is, werd bewaard in het antiquarium. Zo zijn er neolithische gebruiksvoorwerpen gevonden, alsook beschilderde vazen uit de tijd van de Peucetiërs en Dauniërs die in Apulië woonden bij het begin van de klassieke oudheid. Griekse keramiek, amber en stukken van graftombes uit de tijd van de kolonisten in Magna Graecia zijn te zien, alsook Romeinse en Byzantijnse stukken zoals bijvoorbeeld munten. Het laatste tijdperk dat stukken voor het museum leverde, is de tijd van de Hohenstaufen keizers van het Heilige Roomse Rijk, bij momenten heersers over Sicilië en Zuid-Italië.